# Järflotta
Järflotta är en ö i Ösmo socken i Nynäshamns kommun, söder om tätorten Nynäshamn och norr om Landsort, ytan är ca 7 km².
Ön har inte längre någon fast befolkning och reguljär båttrafik med fastlandet saknas. 
Järflotta är egentligen ihopväxt med fastlandet, men den grävda Dragets kanal gör att den fortfarande är en ö. Bebyggelse finns på de centrala delarna, i Lökvik, Norrbro, på Ekholmen och på Korsudden.

## Historia
En Johan Nilsson i Järflotta ('i Gersetta') var redan 1504 edgärdsman vid Stockholms rådstugurätt, vilket visar att bebyggelse fanns här redan då. År 1509 ägde Nynäs en gård här ('i Gerfflötha') som räntade 4 1/2 penningar och tidigare ingått i Elin Nilsdotter (Sparre)s morgongåva från den nu avlidne maken Gotskalk Arentsson (Ulv). Under 1600- och 1700-talet tillkom flera torp. Torparna livnärde sig på jordbruk och fiske, i synnerhet ålfiske som bedrevs ända fram till 1994.
År 1918 såldes Järflotta och övriga torp av från Nynäs. Flera av de gamla torpen och äldre bodar finns dock ännu bevarade, bland andra Draget, Norrbo, Ekholmen och Örbro. Vid Lökvik finns ännu en knuttimrad bod med vasstak. Järflottas nuvarande huvudbyggnad uppfördes 1928 som sommarhus åt möbelarkitekten Gunnar Wrange. Vid Långsudden låg tidigare ett torp som hade till uppgift att se till att nödproviant fanns i bodarna på Gunnarstenarna. Skvallerhamn som ligger nedanför torpplatsen användes tidigare som nödhamn och är nu en populär naturhamn. Vid Sågviken har tidigare legat en såg.

## Natur
Järflotta kännetecknas av varierande skärgårdsnatur med jordbruksmark på de centrala delarna, vacker tallskog österut och på de sydligaste uddarna karg ytterskärgård. Inslag av ek och lövskog finns på de norra delarna, på Ekholmen. I nordsydlig riktning sträcker sig bergåsar med typisk hällmarkstallskog och längs både norra och södra strandlinjerna sträcker sig vackra och långgrunda sandstränder. Sammanfattningsvis kan sägas att Järflotta är ett exempel på ett levande småskaligt odlingslandskap; ett bondens landskap, med ängar, hagar, diken, stenrösen och skogsbryn, livsmiljöer för olika växter och djur som försvunnit eller hotas i dagens odlingslandskap.

### Naturreservat
Järflotta är privatägt men blev på initiativ av markägaren naturreservat 1968. Markägaren avsade sig därmed all vidare exploatering och fick för detta ersättning från staten och landstinget via Skärgårdsstiftelsen. Även öarna Viksten och Gunnarstenarna sydost om Järflotta tillhör reservatet.

## Batteri Järflotta

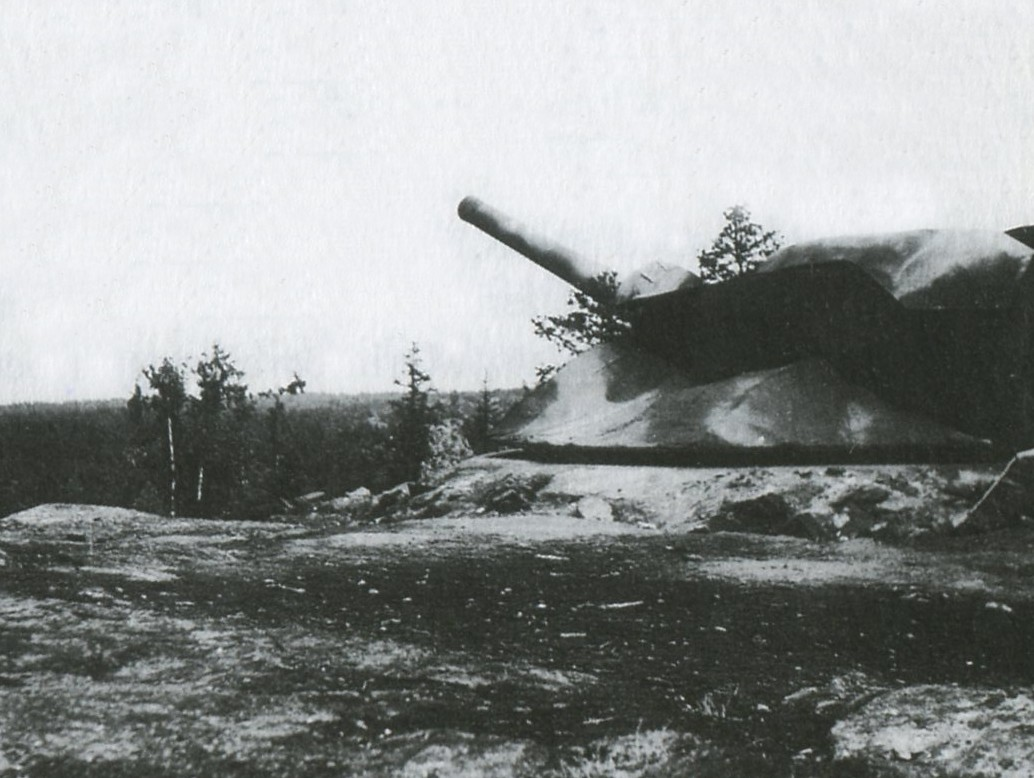
Batteri Järflottas 24 cm pjäs på 1940-talet.

Ön var tidigare militärt skyddsområde med många och stora militära installationer, men är sedan några år öppen för allmänheten sedan avmobilisering skett. På berget ovanför Sågviken finns fortfarande en av de tunga 24 cm kustartilleripjäserna från Batteri Järflotta kvar. Kustartilleriet på Järflotta blev statligt byggnadsminne år 2006. Batteri Järflotta färdigställdes 1942 och ingick i den så kallade Havsbandslinjen. Batteriet var en viktig del av försvaret av inloppen i Stockholm och användes fram till 1990-talet som stabsplats. Den 19 augusti 1948 inträffade en svår olycka vid den 2:a pjäsen där nio personer omkom. Det var vid en teknisk skjutning som pendeltryck uppstod, förmodligen vid för stor laddning, vilket sprängde mekanismen och pjäsens bakre delar.